# Claire M. Fraser
Claire M. Fraser (Boston, 5 novembre 1955) è una microbiologa statunitense.

## Biografia
Fraser ricevette la laurea in biologia presso il Rensselaer Polytechnic Institute nel 1977, e il titolo di Ph.D. in farmacologia presso la State University di New York nel 1981. Fraser è a capo dell'Institute for Genome Sciences (IGS) presso l'University of Maryland School of Medicine a Baltimora.
Dal 1998 al 2007 fu presidente dell'Institute for Genomic Research (TIGR) a Rockville. Fraser guidò i team del TIGR che sequenziarono i genomi di: Mycoplasma genitalium, spirochete Treponema pallidum e Borrelia burgdorferi, e di due specie di Chlamydia. Attualmente sta supervisionando alcuni tra i maggiori progetti di ricerca, come il sequenziamento del genoma del Bacillus anthracis, ed è membro del National Research Council.
Fraiser, che fu la moglie di Craig Venter, ha pubblicato più di 160 articoli in riviste scientifiche e libri. È stata revisore per nove riviste scientifiche e attualmente appartiene al comitato editoriale del Journal of Biological Chemistry. Prima di diventare presidente del TIGR nel 1998, Fraser ne fu sia vicepresidente sia direttrice del dipartimento di Microbial Genomics. Ha ricevuto numerosi premi accademici e professionali.